# Kampaspe

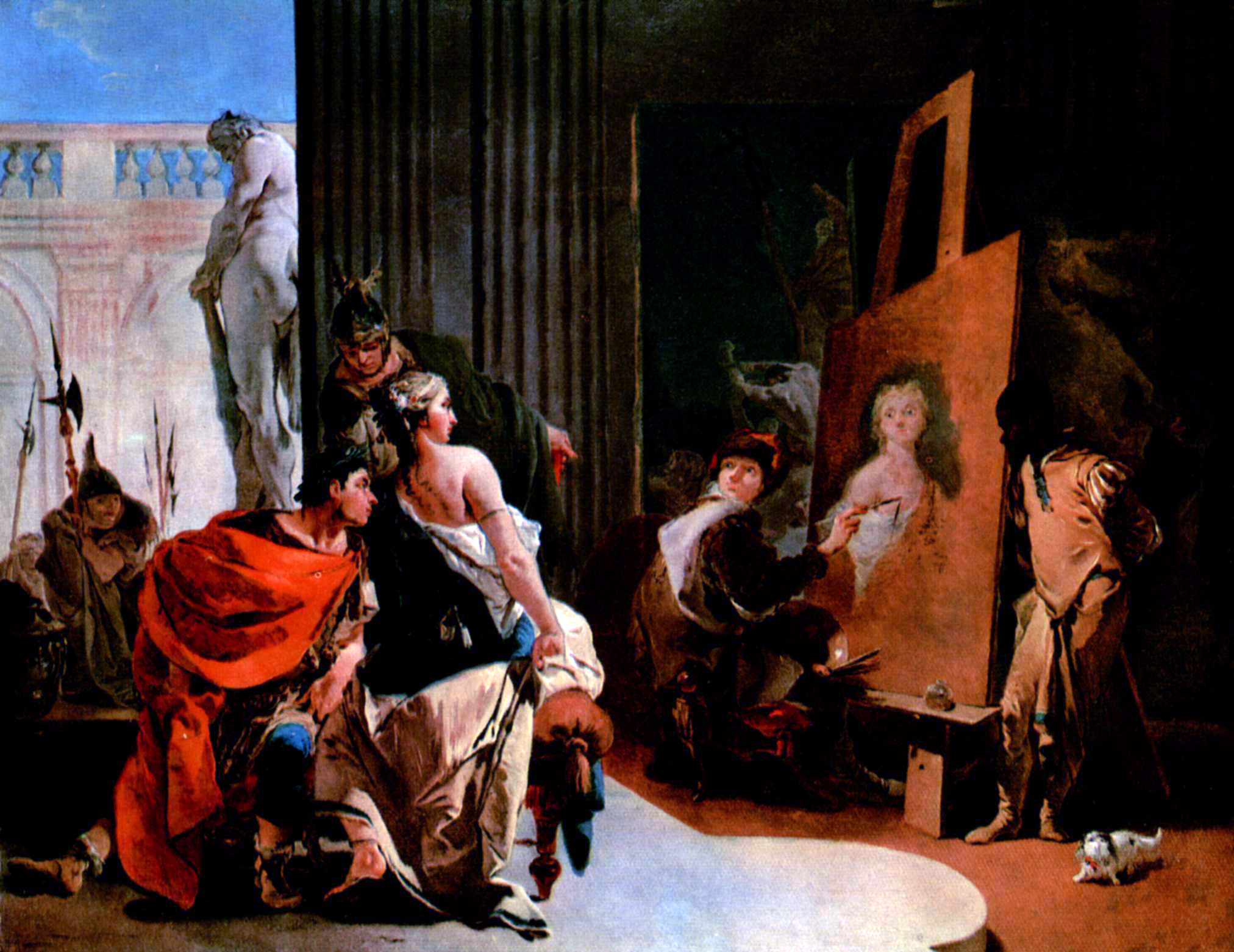
Alexander der Große und Kampaspe im Atelier des Apelles (Tiepolo, ca. 1725)

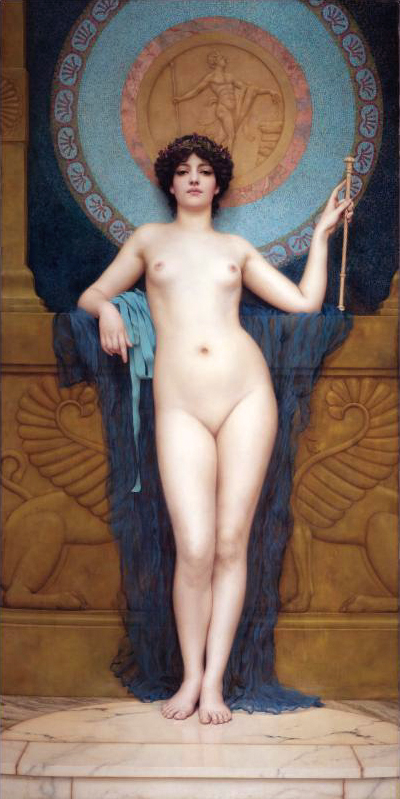
Campaspe (John William Godward, 1896)

Kampaspe (altgriechisch Καμπάσπη Kampáspē; auch Pankaste) war eine griechische Hetäre und Geliebte Alexanders des Großen.
Laut Plinius dem Älteren soll Alexander seine Lieblingskonkubine zu dem berühmten Maler Apelles gebracht haben, damit er sie nackt male. Bei dieser Gelegenheit hätte sich Apelles in Kampaspe verliebt, woraufhin Alexander großmütig seine Konkubine dem von ihm sehr geschätzten Maler überließ. Kampaspe sei dann auch Modell gestanden für das berühmteste Bild des Apelles, die dem Meer entsteigende Aphrodite Anadyomene.
Die Gestalt der Kampaspe erscheint zuerst bei den römischen Autoren. In den antiken Biographien Alexanders wird sie nicht erwähnt. Nach Claudius Aelianus stammte sie aus Larissa in Thessalien und war die erste Frau, mit der Alexander Geschlechtsverkehr hatte.
Diese Episode des von Herrscher, Konkubine und Künstler gebildeten Dreiecks wurde sowohl in der bildenden Kunst als auch in der Literatur aufgegriffen. Bekannte Gestalter des Sujets waren:
- Sebastiano Ricci
- Giovanni Battista Tiepolo (ca. 1725)
- Angelika Kaufmann (Tondo, Öl auf Kupfer, 1783, vorarlberg museum, Bregenz)
- Jérôme Martin Langlois (ca. 1819)
- John William Godward (1896)

Der englische Dichter John Lyly schrieb eine Komödie Campaspe (1584), der spanische Dichter Pedro Calderón de la Barca verarbeitete den Stoff in seinem Stück Darlo todo y no dar nada (1651) und Jean Georges Noverre choreographierte ein Pantomimisches Ballet Apelles und Campaspe oder die Großmuth Alexanders. In der deutschsprachigen Literatur wurde das Thema von August Wilhelm Schlegel in seiner Romanze Kampaspe (1799) behandelt; Friedrich von Heyden veröffentlichte 1819 Apelles. Schauspiel in zwey Aufzügen.